# Chlorophonia occipitalis
Chlorophonia occipitalis е вид птица от семейство Чинкови (Fringillidae).

## Разпространение
Видът е разпространен в Гватемала, Мексико, Никарагуа, Салвадор и Хондурас.